# Henney Kilowatt

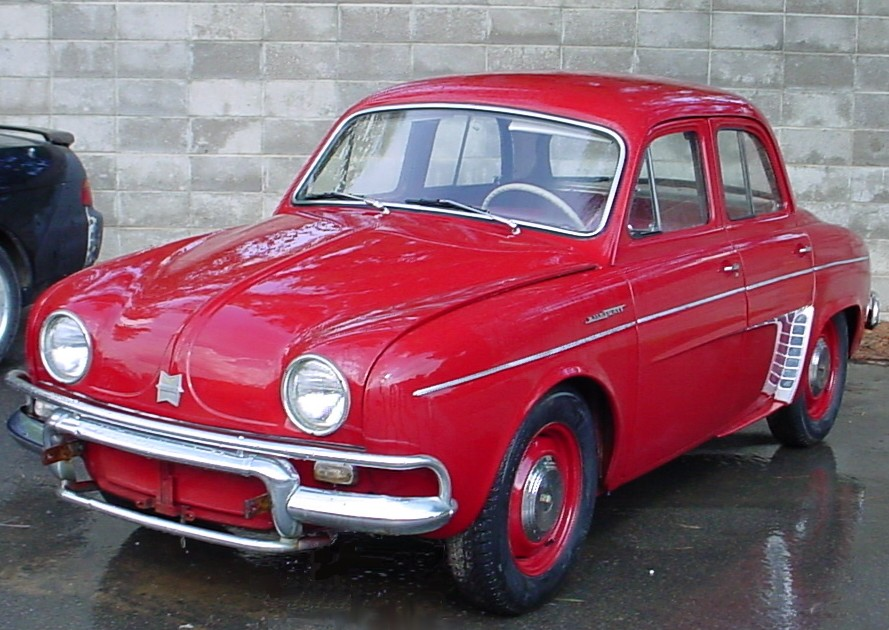
Henney Kilowatt

El Henney Kilowatt es el primer automóvil eléctrico regulado por transistores; fue comercializado en 1959, y se produjeron 47 unidades, vendidas entre 1959 y 1962. Incorporado en la carrocería del Renault Dauphine, el Henney Kilowatt fue el precursor de los modernos automóviles de batería como el General Motors EV1; y de la misma forma, la tecnología utilizada en el auto es el antecedente de los sistemas híbridos de propulsión. 
Los primeros modelos tenían una velocidad máxima de 64 kph y una autonomía de 64 km, aunque después se consiguió aumentar ambos registros en un 50 % en modelos posteriores.
Entre los científicos asociados directa o indirectamente con el proyecto, estuvieron Victor Wouk, Lee DuBridge, presidente del Instituto de Tecnología de California, y Linus Pauling.